# Красная Горка (Крым)
Кра́сная Го́рка (укр. Красна Гірка, крымскотат. Krasnaya Gorka, Красная Горка) — населённый пункт, включённый в состав Симферополя, располагавшейся в северной части города, в районе улицы Лизы Чайкиной.

## История
В начале XX века на холме, выше татарской деревни Бахчи-Эли, начали селиться новые жители, в основном русские и, постепенно за слободкой закрепилось название Красная Горка (по легенде — из-за обильно цветущих весной маков). В учётных документах название впервые встречается в Статистическом справочнике Таврической губернии 1915 года, согласно которому в деревне Красная Горка Подгородне-Петровской волости Симферопольского уезда числилось 250 дворов со смешанным населением без приписных жителей, но с 2500 — «посторонними», также известно, что в те годы на Горке появились улицы с собственными названиями — Церковная и Дорожная.
После установления в Крыму Советской власти, по постановлению Крымревкома от 8 января 1921 года была упразднена волостная система и селение включили в состав вновь созданного Подгородне-Петровского района Симферопольского уезда, а в 1922 году уезды получили название округов. 11 октября 1923 года, согласно постановлению ВЦИК, в административное деление Крымской АССР были внесены изменения, в результате которых был ликвидирован Подгородне-Петровский район и образован Симферопольский и Красную Горку включили в его состав. Согласно Списку населённых пунктов Крымской АССР по Всесоюзной переписи 17 декабря 1926 года, в пригороде Красная Горка, в составе упразднённого к 1940 году Бахчи-Элинского сельсовета Симферопольского района, числилось 432 двора, все крестьянские, население составляло 1598 человек, из них 68 татар, 991 русский, 424 украинца, 28 белорусов, 3 татар, 45 немцев, 30 поляков, 8 эстонцев, 9 армян, 9 евреев, 2 чеха, 44 записаны в графе «прочие». В 1920-е годы здесь появился трамвайный маршрут, особенно бурный рост населения пришёлся на 1930-е годы, но, как отдельный населённый пункт Красная Горка более не встречается — видимо, к этому времени уже был включён в состав Симферополя.
Топоним Красная горка продолжает до настоящего употребляется для обозначения микрорайона как в обиходной речи, так и в официальном употреблении органами власти.